# Сычи (Орловская область)
Сычи́ — деревня в Мценском районе Орловской области России. Входит в состав Протасовского сельского поселения.

## География
Деревня находится в северной части Орловской области, в лесостепной зоне, в пределах центральной части Среднерусской возвышенности, на берегах ручья Сычи (бассейн реки Алёшня), на расстоянии примерно 20 км (по прямой) к югу от Мценска, административного центра района. Абсолютная высота — 213 м над уровнем моря.
Климат
Климат характеризуется как умеренно континентальный с умеренно морозной зимой и теплым, иногда жарким летом. Средняя многолетняя температура самого холодного месяца — января, составляет −9,4°С, температура самого теплого +19°С.
Часовой пояс
Деревня Сычи, как и вся Орловская область, находится в часовой зоне МСК (московское время). Смещение применяемого времени относительно UTC составляет +3:00.

## Население
| 2002 | 2010 |
| ---- | ---- |
| 229  | ↗269 |

Половой состав
По данным Всероссийской переписи населения 2010 года в гендерной структуре населения мужчины составляли 48,3 %, женщины — соответственно 51,7 %.
Национальный состав
Согласно результатам переписи 2002 года, в национальной структуре населения русские составляли 87 % из 229 чел.

## Улицы
| - ул. Весёлая, - ул. Овражная, - ул. Поселковая, | - пер. Складской, - ул. Центральная, - ул. Школьная. |

## Инфраструктура
Действуют начальная школа, фельдшерско-акушерский пункт, дом культуры, библиотека и православная часовня.

## Известные уроженцы
- Егоров, Пётр Дмитриевич (1913—1996) — советский военный лётчик-ас, полковник, Герой Российской Федерации.